# Seznam vrcholů v Křemešnické vrchovině

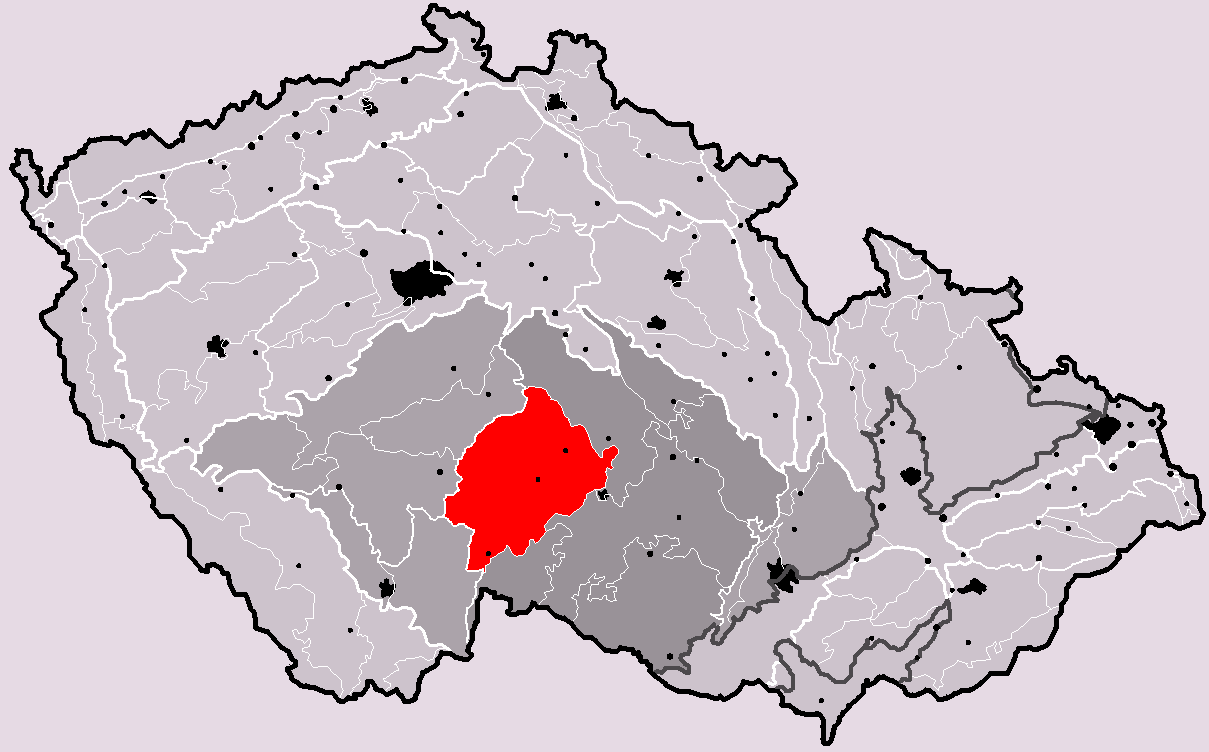
Křemešnická vrchovina na mapě České republiky

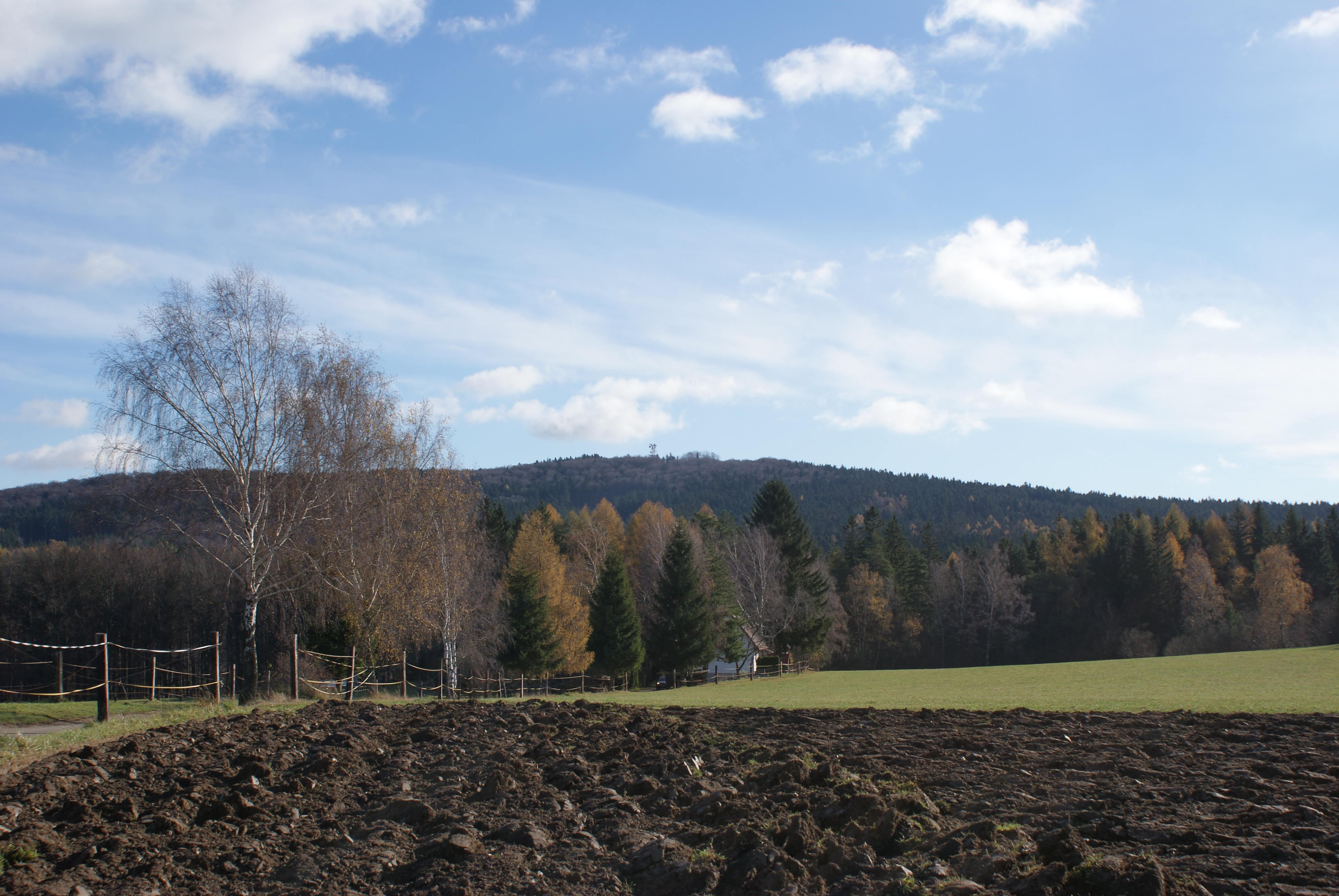
Křemešník (769 m)

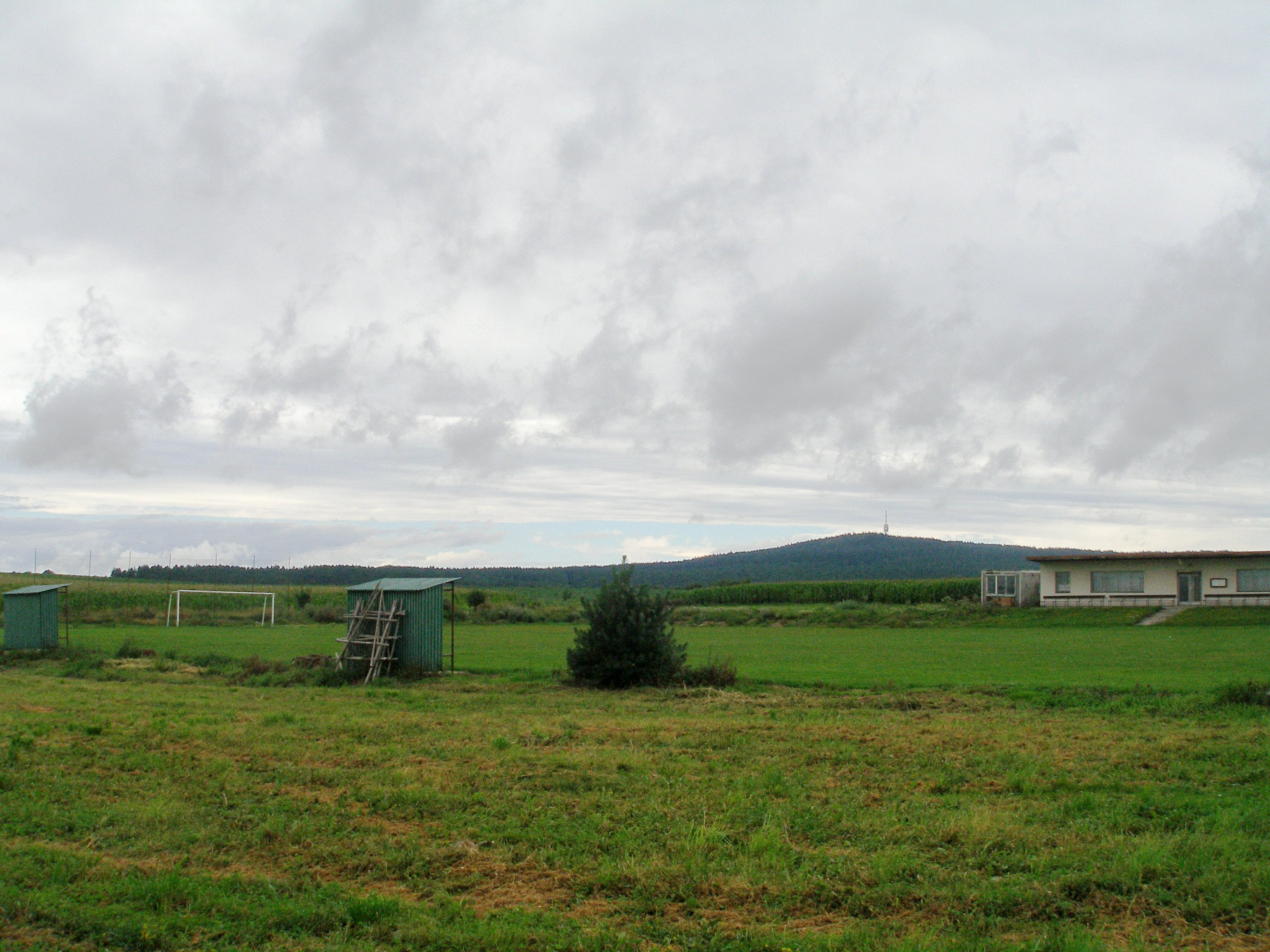
Stražiště (745 m)

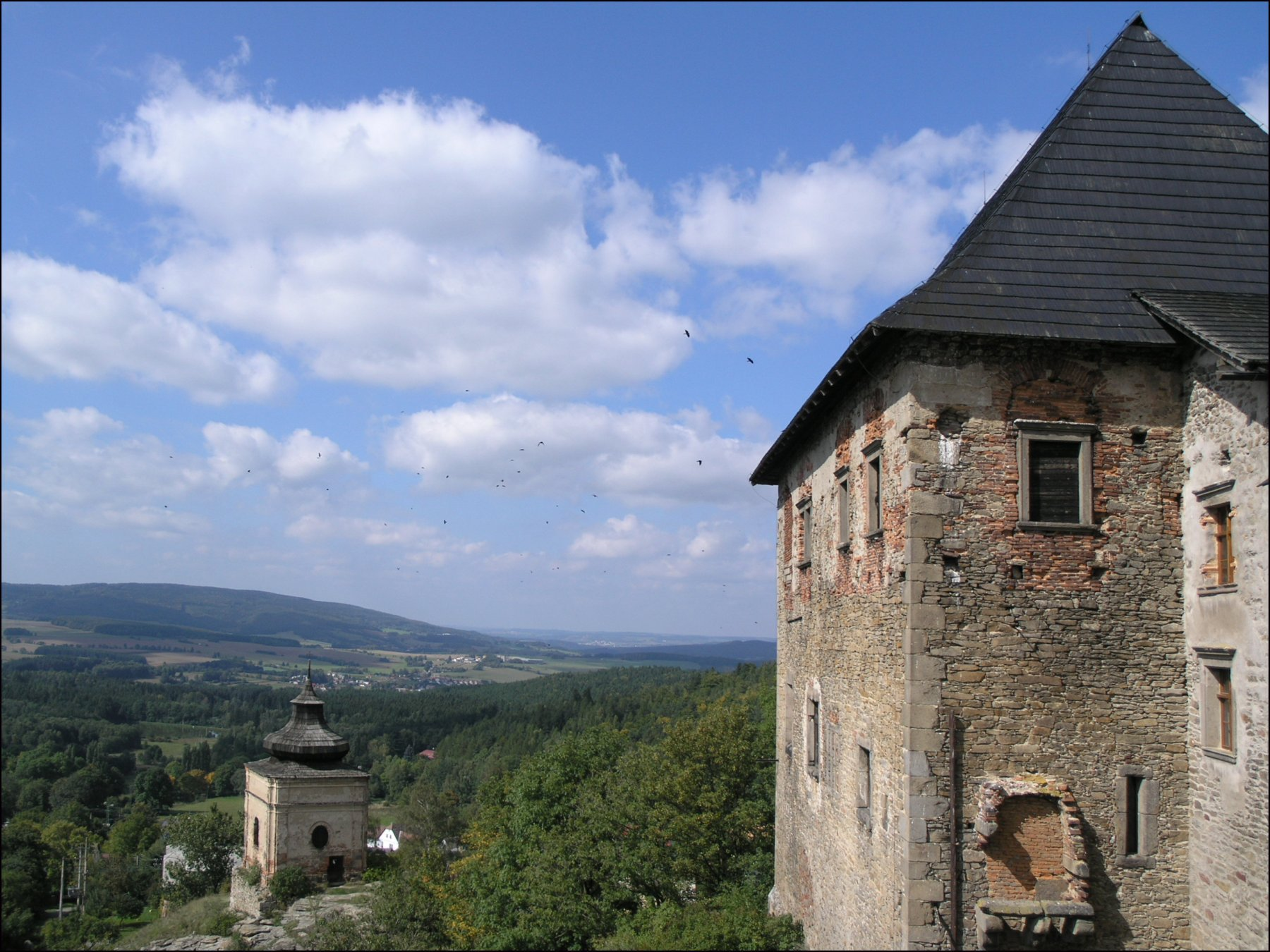
Melechov (715 m)

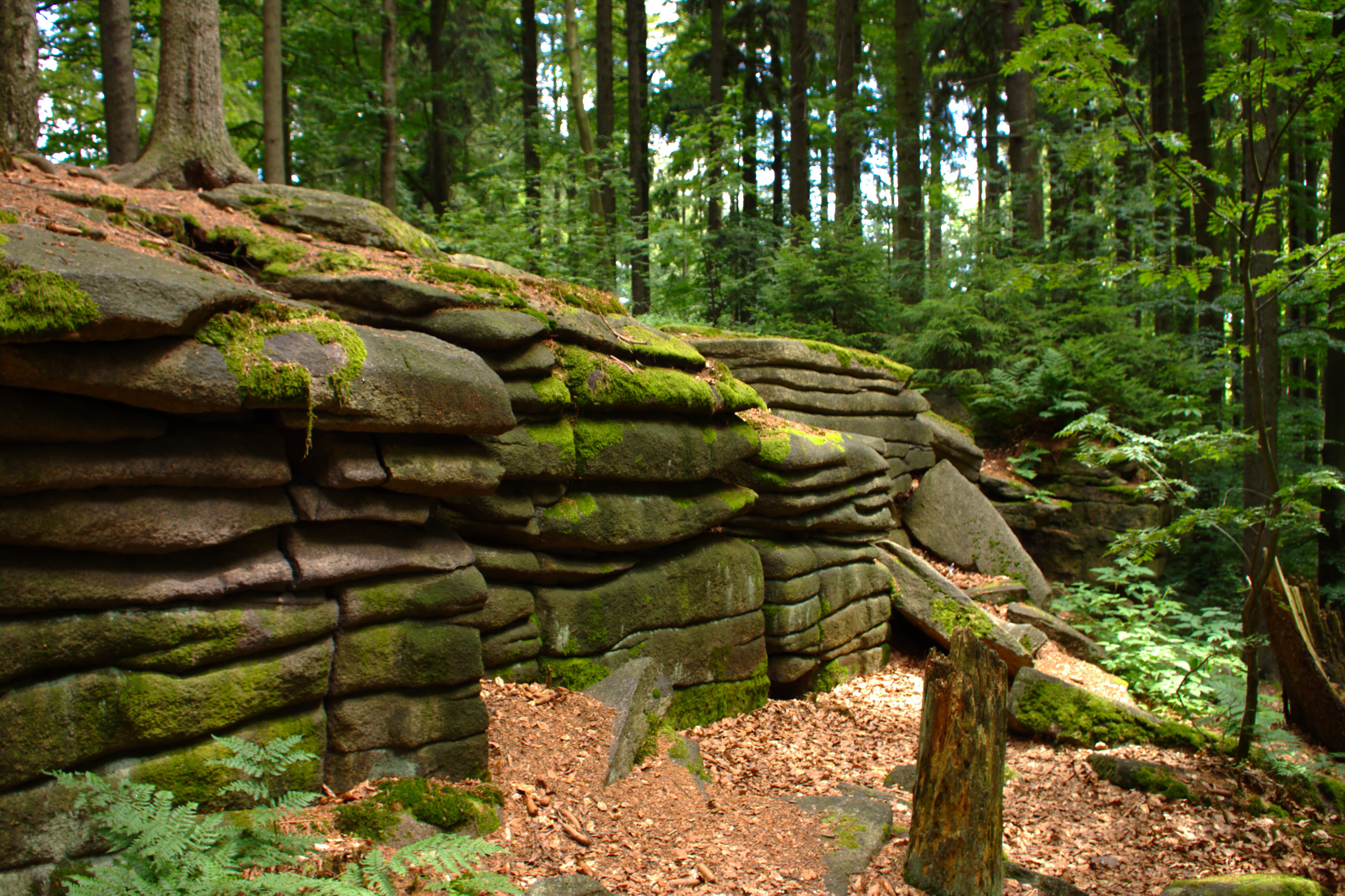
Čertův hrádek (717 m)

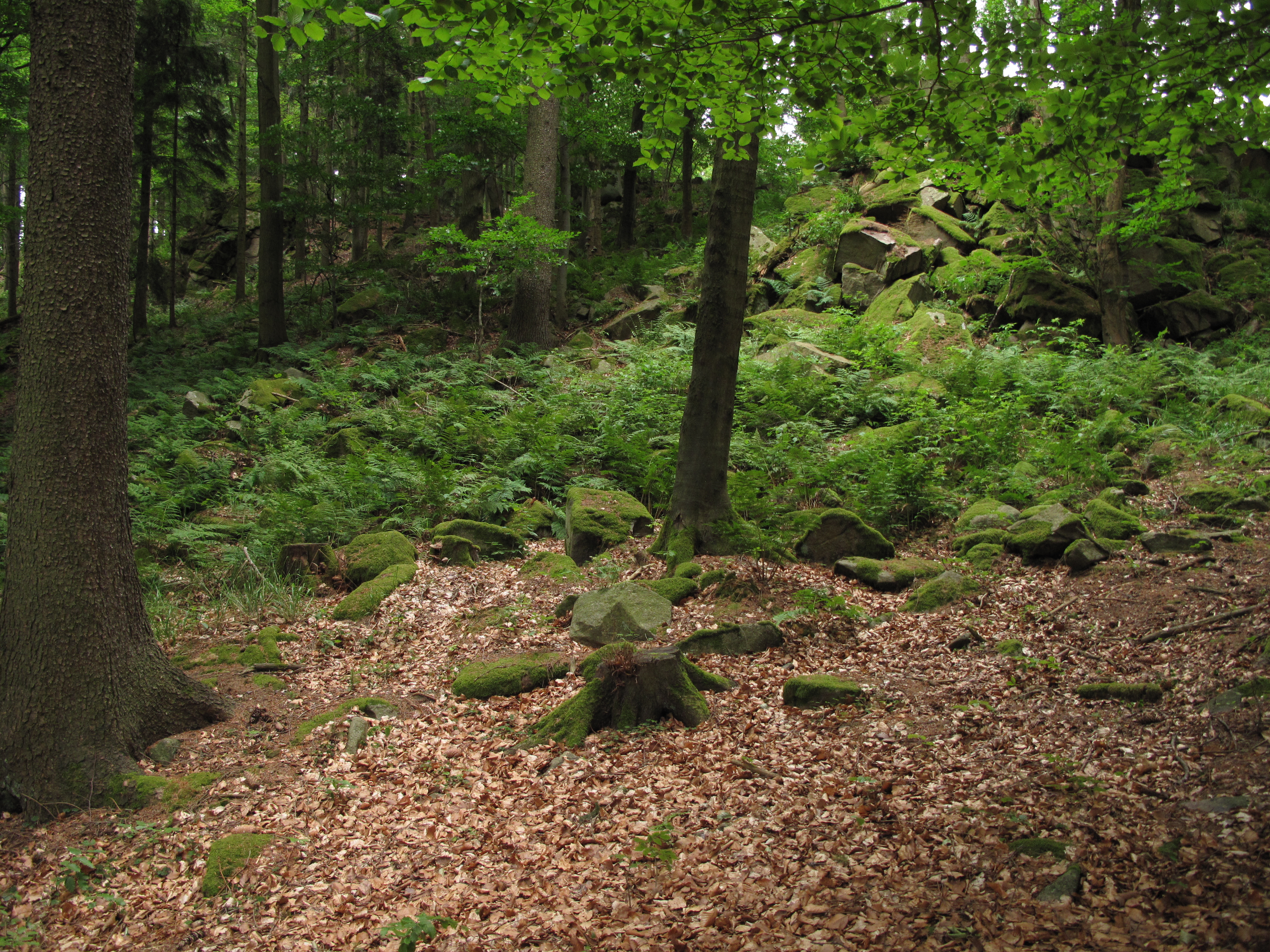
Přední skála (714 m)

Seznam vrcholů v Křemešnické vrchovině obsahuje pojmenované křemešnické vrcholy s nadmořskou výškou nad 700 m a dále všechny vrcholy s prominencí (relativní výškou) nad 100 m. Seznam je založen na údajích dostupných na stránkách Mapy.cz a na základních topografických mapách České republiky. Jako hranice pohoří byla uvažována hranice stejnojmenného geomorfologického celku.

## Seznam vrcholů podle výšky
Seznam vrcholů podle výšky obsahuje všechny pojmenované vrcholy s nadmořskou výškou nad 700 m (a vrcholy s článkem na Wikipedii). Nejvyšší z nich se nacházejí v podcelku Humpolecká vrchovina. Nejvyšší horou je Křemešník ve stejnojmenném okrsku s nadmořskou výškou 769 m.
| #   | Vrchol          | Výška m n. m. | Souřadnice                       | Okrsek                 | Přístup | Chr. území, objekt                                                                |
| --- | --------------- | ------------- | -------------------------------- | ---------------------- | --- | --------------------------------------------------------------------------------- |
| 1.  | Křemešník       | 769           | 49°24′15″ s. š., 15°19′30″ v. d. | Křemešník              | červená turistická značka · modrá turistická značka · zelená turistická značka · žlutá turistická značka · naučná turistická značka | PR Křemešník, Kostel Nejsvětější Trojice (Křemešník), rozhledna Pípalka (vysílač) |
| 2.  | Čeřínek         | 762           | 49°22′36″ s. š., 15°26′12″ v. d. | Čeřínek                | červená turistická značka | -                                                                                 |
| 3.  | Lísek           | 760           | 49°16′34″ s. š., 15°16′56″ v. d. | Božejovská pahorkatina | modrá turistická značka | vysílač                                                                           |
| 4.  | Mešnice         | 756           | 49°22′39″ s. š., 15°23′51″ v. d. | Čeřínek                | neznačeno | vysílač                                                                           |
| 5.  | Špeták          | 748           | 49°24′24″ s. š., 15°20′15″ v. d. | Křemešník              | neznačeno | -                                                                                 |
| 6.  | Stražiště       | 745           | 49°32′09″ s. š., 15°00′13″ v. d. | Řísnická vrchovina     | žlutá turistická značka | vysílač                                                                           |
| 7.  | Březina         | 744           | 49°23′12″ s. š., 15°25′56″ v. d. | Čeřínek                | neznačeno | -                                                                                 |
| 8.  | Spálený vrch    | 741           | 49°24′12″ s. š., 15°20′35″ v. d. | Křemešník              | neznačeno | -                                                                                 |
| 9.  | Svidník         | 740           | 49°23′34″ s. š., 14°57′34″ v. d. | Svidnická vrchovina    | červená turistická značka | vysílač                                                                           |
| 10. | Batkovy         | 724           | 49°27′52″ s. š., 14°49′54″ v. d. | Dubské vrchy           | neznačeno | vysílač                                                                           |
| 11. | Pelecký kopec   | 719           | 49°18′51″ s. š., 15°07′44″ v. d. | Božejovská pahorkatina | neznačeno | -                                                                                 |
| 12. | Spálený vrch    | 719           | 49°32′44″ s. š., 15°01′06″ v. d. | Řísnická vrchovina     | neznačeno | -                                                                                 |
| 13. | Blažkův vrch    | 717           | 49°21′15″ s. š., 15°18′10″ v. d. | Křemešník              | neznačeno | -                                                                                 |
| 14. | Čertův hrádek   | 717           | 49°22′02″ s. š., 15°24′17″ v. d. | Čeřínek                | červená turistická značka · naučná turistická značka                                                                                | PP Čertův hrádek                                                                  |
| 15. | Vrchy           | 716           | 49°23′20″ s. š., 14°59′07″ v. d. | Božejovská pahorkatina | neznačeno | -                                                                                 |
| 16. | Melechov        | 715           | 49°38′37″ s. š., 15°19′06″ v. d. | Melechovská vrchovina  | červená turistická značka · zelená turistická značka                                                                                | Přírodní park Melechov, zeměměřická věž                                           |
| 17. | Přední skála    | 714           | 49°21′45″ s. š., 15°25′30″ v. d. | Čeřínek                | naučná turistická značka | PP Přední skála                                                                   |
| 18. | Strážník        | 713           | 49°28′04″ s. š., 15°27′09″ v. d. | Jeníkovská vrchovina   | neznačeno | vysílač                                                                           |
| 19. | Na skalce       | 713           | 49°24′01″ s. š., 15°21′30″ v. d. | Křemešník              | neznačeno | -                                                                                 |
| 20. | Bohutín         | 712           | 49°21′36″ s. š., 15°01′33″ v. d. | Božejovská pahorkatina | žlutá turistická značka | turistická ubytovna                                                               |
| 21. | Čihadlo         | 711           | 49°23′58″ s. š., 15°18′51″ v. d. | Křemešník              | neznačeno | -                                                                                 |
| 22. | Kamenitý kopec  | 711           | 49°19′35″ s. š., 15°12′55″ v. d. | Božejovská pahorkatina | neznačeno | -                                                                                 |
| 23. | Huťský vrch     | 710           | 49°21′59″ s. š., 15°26′32″ v. d. | Čeřínek                | neznačeno | -                                                                                 |
| 24. | Bělský kopec    | 709           | 49°18′31″ s. š., 15°15′08″ v. d. | Božejovská pahorkatina | neznačeno | vysílač                                                                           |
| 25. | Čejkův kopec    | 709           | 49°17′48″ s. š., 15°16′25″ v. d. | Božejovská pahorkatina | neznačeno | -                                                                                 |
| 26. | Skalky          | 709           | 49°29′07″ s. š., 15°29′58″ v. d. | Jeníkovská vrchovina   | neznačeno | vysílač                                                                           |
| 27. | Vítkův kopec    | 707           | 49°21′00″ s. š., 15°17′31″ v. d. | Křemešník              | neznačeno | vysílač (2x)                                                                      |
| 28. | Strážný kopec   | 706           | 49°15′26″ s. š., 15°16′25″ v. d. | Božejovská pahorkatina | neznačeno | -                                                                                 |
| 29. | Hranice         | 705           | 49°28′50″ s. š., 14°50′54″ v. d. | Dubské vrchy           | neznačeno | Přírodní park Polánka (část vrcholu)                                              |
| 30. | Zbinožský kopec | 705           | 49°28′57″ s. š., 15°29′17″ v. d. | Jeníkovská vrchovina   | neznačeno | vysílač, vodojem                                                                  |
| 31. | Holý vrch       | 704           | 49°32′53″ s. š., 15°01′30″ v. d. | Řísnická vrchovina     | neznačeno | -                                                                                 |
| 32. | Troják          | 704           | 49°20′15″ s. š., 15°09′20″ v. d. | Božejovská pahorkatina | neznačeno | -                                                                                 |
| 33. | Bukový kopec    | 703           | 49°19′49″ s. š., 15°12′39″ v. d. | Božejovská pahorkatina | neznačeno | -                                                                                 |
| 34. | Na skalce       | 703           | 49°22′44″ s. š., 15°25′16″ v. d. | Čeřínek                | neznačeno | PP Na Skalce                                                                      |
| 36. | Suchý kopec     | 701           | 49°17′31″ s. š., 15°16′49″ v. d. | Božejovská pahorkatina | neznačeno | -                                                                                 |
| 36. | Nádavek         | 701           | 49°20′04″ s. š., 15°12′51″ v. d. | Božejovská pahorkatina | neznačeno | -                                                                                 |
| 37. | Sběhovka        | 700           | 49°20′25″ s. š., 15°08′17″ v. d. | Božejovská pahorkatina | neznačeno | vysílač                                                                           |
| -   | Choustník       | 684           | 49°19′52″ s. š., 14°51′10″ v. d. | Chýnovská vrchovina    | zelená turistická značka | PR Choustník, Choustník                                                           |
| -   | Šafranice       | 627           | 49°36′50″ s. š., 15°16′47″ v. d. | Melechovská vrchovina  | neznačeno | -                                                                                 |
| -   | Rudný           | 613           | 49°26′06″ s. š., 15°34′52″ v. d. | Jeníkovská vrchovina   | naučná turistická značka | zřícenina rozhledny Rudný, televizní vysílač Jihlava – Rudný                      |
| -   | Vršek           | 496           | 49°37′17″ s. š., 15°26′56″ v. d. | Herálecká pahorkatina  | neznačeno | -                                                                                 |

## Seznam vrcholů podle prominence
Seznam vrcholů podle prominence obsahuje všechny křemešnické vrcholy s prominencí (relativní výškou) nad 100 m bez ohledu na nadmořskou výšku. Celkem jich je 7. Nejprominentnějším vrcholem je Melechov (154 m), nejvyšší Křemešník má prominenci 116 m.
| #  | Vrchol    | Výška m n. m. | Promi- nence | Izolace (km)       | Souřadnice                       | Přístup |
| -- | --------- | ------------- | ------------ | ------------------ | -------------------------------- | --- |
| 1. | Melechov  | 715           | 154          | 25,4 → Stražiště   | 49°38′37″ s. š., 15°19′06″ v. d. | červená turistická značka · zelená turistická značka                                                                                |
| 2. | Stražiště | 745           | 147          | 27,3 → Křemešník   | 49°32′09″ s. š., 15°00′13″ v. d. | žlutá turistická značka |
| 3. | Křemešník | 769           | 116          | 16,2 → Skelný vrch | 49°24′15″ s. š., 15°19′30″ v. d. | červená turistická značka · modrá turistická značka · zelená turistická značka · žlutá turistická značka · naučná turistická značka |
| 4. | Svidník   | 740           | 111          | 16,2 → Stražiště   | 49°23′35″ s. š., 14°57′34″ v. d. | červená turistická značka |
| 5. | Čeřínek   | 762           | 109          | 08,4 → Křemešník   | 49°22′36″ s. š., 15°26′12″ v. d. | červená turistická značka |
| 6. | Batkovy   | 724           | 107          | 12,0 → Svidník     | 49°27′52″ s. š., 14°49′53″ v. d. | neznačeno |
| 7. | Pyramida  | 620           | 106          | 04,7 → Kopec       | 49°37′06″ s. š., 15°24′45″ v. d. | neznačeno |